# Caleb Deschanel
Joseph Caleb Deschanel (Philadelphia, 21 september 1944) is een Amerikaanse cameraman (director of photography) en regisseur. Hij is de vader van actrices Zooey en Emily Deschanel.

## Biografie
Deschanel werd in 1944 geboren in Philadelphia (Pennsylvania). Zijn moeder, Ann Orr, was een Amerikaanse. Zijn vader, Paul Jules Deschanel, was een Fransman afkomstig uit Oullins. Hij werd opgevoed als quaker, wat het geloof van zijn moeder was.
Van 1962 tot 1966 studeerde hij aan de Johns Hopkins-universiteit in Baltimore. Daar leerde hij de latere sounddesigner Walter Murch kennen. In navolging van Murch sloot hij zich nadien aan bij de filmschool van de University of Southern California, waar hij in 1968 afstudeerde. Aan de filmschool maakte hij deel uit van The Dirty Dozen, een groep jonge, talentvolle filmmakers die in de belangstelling stonden van Hollywood. Ook Murch, George Lucas en John Milius maakten deel uit van die groep.
Vanaf de jaren 1970 werkte Deschanel als cameraman (director of photography) mee aan verscheidene filmproducties, waaronder The Black Stallion (1979), The Right Stuff (1983), Message in a Bottle (1999), The Passion of the Christ (2004) en Jack Reacher (2012). Hij werd voor zijn werk zes keer genomineerd voor een Oscar.
Daarnaast is Deschanel ook actief als regisseur. Hij regisseerde afleveringen van onder meer Twin Peaks en Law & Order: Trial by Jury.

## Nominaties
| Prijs         | Categorie        | Film                             | Uitslag     |
| ------------- | ---------------- | -------------------------------- | ----------- |
| Academy Award | Beste camerawerk | The Right Stuff (1983)           | Genomineerd |
| Academy Award | Beste camerawerk | The Natural (1984)               | Genomineerd |
| Academy Award | Beste camerawerk | Fly Away Home (1996)             | Genomineerd |
| Academy Award | Beste camerawerk | The Patriot (2000)               | Genomineerd |
| Academy Award | Beste camerawerk | The Passion of the Christ (2004) | Genomineerd |
| Academy Award | Beste camerawerk | Werk ohne Autor (2018)           | Genomineerd |
| BAFTA         | Beste camerawerk | The Black Stallion (1979)        | Genomineerd |

## Filmografie
- More American Graffiti (1979)
- The Black Stallion (1979)
- Being There (1979)
- The Right Stuff (1983)
- The Natural (1984)
- The Slugger's Wife (1985)
- It Could Happen to You (1994)
- Fly Away Home (1996)
- Hope Floats (1998)
- Message in a Bottle (1999)
- Anna and the King (1999)
- The Patriot (2000)
- The Hunted (2003)
- Timeline (2003)
- The Passion of the Christ (2004)
- National Treasure (2004)
- Ask the Dust (2006)
- The Spiderwick Chronicles (2008)
- Killshot (2008)
- My Sister's Keeper (2009)
- Killer Joe (2011)
- Dream House (2011)
- Abraham Lincoln: Vampire Hunter (2012)
- Jack Reacher (2012)
- Winter's Tale (2014)
- Rules Don't Apply (2016)
- Unforgettable (2017)
- Werk ohne Autor (2018)
- The Lion King (2019)

Als regisseur
- The Escape Artist (1982)
- Crusoe (1988)
- Twin Peaks (1990–1991) (3 afleveringen)
- Law & Order: Trial by Jury (2005) (3 afleveringen)
- Conviction (2006) (2 afleveringen)
- Bones (2007) (1 aflevering)